# Наташа Зорич
Наташа Зорич (нар. 27 листопада 1989) — колишня сербська тенісистка.
Найвищу одиночну позицію світового рейтингу — 388 місце досягла 6 жовтня 2008, парну — 218 місце — 6 жовтня 2008 року.
Здобула 4 одиночні та 12 парних титулів туру ITF.

## Фінали турнірів WTA

### Парний розряд: 1 (поразка)
| Легенда                       |
| ----------------------------- |
| Tier I                        |
| Tier II                       |
| Tier III                      |
| Турніри IV-ї та V-ї категорій |

| Результат | Дата        | Турнір                       | Покриття | Партнерка         | Суперниці                                 | Рахунок  |
| --------- | ----------- | ---------------------------- | -------- | ----------------- | ----------------------------------------- | -------- |
| Поразка   | липень 2008 | Gastein Ladies 2008, Австрія | Ґрунт    | Сесил Каратанчева | Андреа Сестіні Главачкова Луціє Градецька | 3–6, 3–6 |

## Фінали ITF
| турніри $100,000 |
| турніри $75,000  |
| турніри $50,000  |
| турніри $25,000  |
| турніри $10,000  |

### Одиночний розряд: 8 (4–4)
| Результат | Ранг | Дата           | Турнір                                 | Покриття | Суперниця           | Рахунок          |
| --------- | ---- | -------------- | -------------------------------------- | -------- | ------------------- | ---------------- |
| Поразка   | 1.   | 9 жовтня 2005  | ITF Herceg Novi, Сербія and Чорногорія | Ґрунт    | Тіна Обреж          | 6–7(4), 6–2, 4–6 |
| Перемога  | 2.   | 16 квітня 2006 | ITF Хвар, Хорватія                     | Ґрунт    | Діяна Стоїч         | 6–2, 6–1         |
| Поразка   | 3.   | 28 травня 2006 | ITF Будапешт, Угорщина                 | Ґрунт    | Каталін Мароші      | 4–6, 5–7         |
| Перемога  | 4.   | 1 квітня 2007  | ITF Дубровник, Хорватія                | Ґрунт    | Берта Мората Флакер | 6–1, 3–6, 6–1    |
| Перемога  | 5.   | 28 жовтня 2007 | ITF Дубровник, Хорватія                | Ґрунт    | Саманта Шеффель     | 0–6, 7–6(5), 6–1 |
| Перемога  | 6.   | 14 червня 2009 | ITF Будапешт, Угорщина                 | Ґрунт    | Віраг Немет         | 4–6, 7–6(3), 6–4 |
| Поразка   | 7.   | 9 серпня 2009  | ITF Відень, Австрія                    | Ґрунт    | Луціє Кріґсманнова  | 4–6, 7–6(7), 5–7 |
| Поразка   | 8.   | 31 жовтня 2010 | ITF Дубровник, Хорватія                | Ґрунт    | Клаудія Бочова      | 3–6, 2–6         |

### Парний розряд: 19 (12–7)
| Результат | Ранг | Дата            | Турнір                              | Покриття | Партнерка           | Суперниці                               | Рахунок           |
| --------- | ---- | --------------- | ----------------------------------- | -------- | ------------------- | --------------------------------------- | ----------------- |
| Поразка   | 1.   | 6 червня 2004   | Палич, Сербія and Чорногорія        | Ґрунт    | Каролина Йованович  | Ана Четник Ліляна Манушевич             | w/o               |
| Перемога  | 2.   | 24 липня 2005   | Палич, Сербія and Чорногорія        | Ґрунт    | Каролина Йованович  | Татьяна Єчменіца Ана-Марія Зуборі       | 6–1, 6–4          |
| Перемога  | 3.   | 3 жовтня 2005   | Херцег-Новий, Сербія and Чорногорія | Ґрунт    | Ваня Чорович        | Тіна Обреж Миляна Аданко                | 5–7, 6–4, 6–2     |
| Перемога  | 4.   | 23 травня 2006  | Будапешт, Угорщина                  | Ґрунт    | Антонія Ксенія Тоут | Наомі Кедевей Джорджи Джент             | 6–1, 6–2          |
| Перемога  | 5.   | 25 вересня 2006 | Сегед, Угорщина                     | Ґрунт    | Антонія Ксенія Тоут | Таліта Де Ґрот Луціє Макрлікова         | 6–3, 6–3          |
| Перемога  | 6.   | 9 червня 2007   | Дубровник, Хорватія                 | Ґрунт    | Каролина Йованович  | Мирна Маринович Єлена Станівук          | 5–1 ret.          |
| Поразка   | 7.   | 20 квітня 2007  | Цавтат, Хорватія                    | Ґрунт    | Каролина Йованович  | Анастасія Полторацька Ана Савич         | 1–6, 1–6          |
| Перемога  | 8.   | 9 липня 2007    | Прокуплє, Сербія                    | Ґрунт    | Неда Козич          | Клаудія Бочова Катаріна Туогімаа        | 6–4, 7–5          |
| Поразка   | 9.   | 28 серпня 2007  | Перчах, Австрія                     | Ґрунт    | Тая Могорчич        | Штефані Гайднер Ева-Марія Гох           | 2–6, 2–6          |
| Перемога  | 10.  | 4 вересня 2007  | Брчко, Боснія і Герцеговина         | Ґрунт    | Неда Козич          | Катаріна Полякова Петра Сунич           | 6–3, 6–2          |
| Перемога  | 11.  | 15 жовтня 2007  | Дубровник, Хорватія                 | Ґрунт    | Миляна Аданко       | Емілі Баке Саманта Шеффель              | 6–3, 6–3          |
| Перемога  | 12.  | 22 жовтня 2007  | Дубровник, Хорватія                 | Ґрунт    | Миляна Аданко       | Биляна Павлова-Димитрова Суткін Ван Ден | w/o               |
| Перемога  | 13.  | 12 квітня 2009  | Шибеник (місто), Хорватія           | Ґрунт    | Теодора Мирчич      | Тіна Обреж Мика Урбанчич                | 6–0, 6–3          |
| Поразка   | 14.  | 22 травня 2009  | Крайова, Румунія                    | Ґрунт    | Сімона Матей        | Таня Германлієва Дессислава Младенова   | 6–4, 1–6, [7–10]  |
| Поразка   | 15.  | 12 жовтня 2009  | Дубровник, Хорватія                 | Ґрунт    | Емілі Баке          | Міхаела Гонцова Карін Морґосова         | 4–6, 6–3, [6–10]  |
| Перемога  | 16.  | 3 травня 2010   | Вісбаден, Німеччина                 | Ґрунт    | Барбара Бонич       | Квірін Лемуан Марлот Медденс            | 6–2, 6–2          |
| Поразка   | 17.  | 30 серпня 2010  | Осієк, Хорватія                     | Ґрунт    | Петра Сунич         | Река Луца Яні Мартіна Кубічикова        | 1–6, 1–6          |
| Перемога  | 18.  | 18 вересня 2010 | Загреб, Хорватія                    | Ґрунт    | Майлен Ору          | Ані Міячика Ана Врлич                   | 7–5, 5–7, [14–12] |
| Поразка   | 19.  | 24 жовтня 2010  | ITF Дубровник, Хорватія             | Ґрунт    | Елора Дабіжа        | Ралука Елена Платон Інгрід Раду         | 6–1, 1–6, [6–10]  |